# Излазеће сунце
Излазеће сунце (енгл. Rising Sun) је амерички филм из 1993. године.

## Радња
Накамото, велика јапанска компанија, приређује велики пријем у својим америчким канцеларијама у Лос Анђелесу. Компанија планира да купи америчку компјутерску компанију MicroCon. Шерил Лин Остин, проститутка, пронађена је мртва у просторијама на маргинама вечери, очигледно након насилног сексуалног чина. Поручник Вебстер „Веб“ Смит (Весли Снајпс) је позван да истражи место догађаја. Његов надређени тражи од њега да прво потражи капетана Џона Конора (Шон Конери), бившег полицијског капетана и стручњака за јапанску културу. Двојица полицајаца одлазе до импозантне куле Накамото. Након прегледа места злочина, Смит тврди да све указује на сексуални сусрет праћен убиством. Конор сматра да је дошло до већег ангажовања друштва са вечере и да први утисак вара. Након мучне истраге, Конор добија дигитални диск са снимком надзора из ноћи атентата. Овај диск укључује у листу осумњичених, Едија Сакамуру (Кери-Хиројуки Тагава), сина господина Јошиде (Мако Ивамацу), иначе богатог јапанског бизнисмена, шефа Накамотоа и Коноровог дугогодишњег пријатеља. 

## Улоге
| Глумац               | Улога                      |
| -------------------- | -------------------------- |
| Шон Конери           | капетан Џон Конор          |
| Весли Снајпс         | поручник Вестер „Веб“ Смит |
| Харви Кајтел         | поручник Том Грејам        |
| Кари-Хиројуки Тагава | Еди Сакамура               |
| Мако                 | гдин Јошида                |
| Реј Вајс             | сенатор Мортон             |
| Стен Шо              | Филипс                     |
| Тија Карер           | Џинго Асакума              |
| Стив Бусеми          | Вили „Ласица“ Вилхелм      |
| Татјана Патиц        | Шерил Лин Остин            |

## Зарада
Филм је у САД зарадио 63.179.523 $.
- Зарада у иностранству - 44.019.267 $
- Зарада у свету - 107.198.790 $